# Гринів Яр
Гри́нів Яр —  село в Україні, у Краснокутській селищній громаді Богодухівського району Харківської області. Населення становить троє осіб. До 2020 орган місцевого самоврядування — Рябоконівська сільська рада.

## Географія
Село Гринів Яр знаходиться на лівому березі річки Ковалівка, у Ковалівського водосховища. Вище за течією на відстані 1 км розташоване село Олійники, нижче за течією примикає село Ковалівка, на протилежному березі - село Рандава.

## Історія
12 червня 2020 року, розпорядженням Кабінету Міністрів України № 725-р «Про визначення адміністративних центрів та затвердження територій територіальних громад Харківської області», увійшло до складу Краснокутської селищної громади.
19 липня 2020 року, в результаті адміністративно-територіальної реформи та ліквідації Краснокутського району, село увійшло до складу Богодухівського району.